# لوك كاستانيوس
لوك كاستانيوس (بالفرنسية:Luc Castaignos) هو من مواليد 27 سبتمبر 1992 في مدينة شيدام بهولندا، وهو يلعب في قلب الهجوم في الدوري الهولندي الممتاز بنادي فينورد، وانتقل يوم 4 مارس 2011 إلى نادي إنتر ميلان الإيطالي وسيلعب له في جويلية 2011.

## روابط خارجية
- لوك كاستانيوس على موقع الاتحاد الدولي (مؤرشف)  (الإنجليزية)
- لوك كاستانيوس على موقع الاتحاد الأوربي (الإنجليزية)
- لوك كاستانيوس على موقع دوري كوريا الجنوبية (الإنجليزية)
- لوك كاستانيوس على موقع قاعدة بيانات كرة القدم.إي يو (الإنجليزية)
- لوك كاستانيوس على موقع Soccerway.com (الإنجليزية)
- لوك كاستانيوس على موقع عالم كرة القدم.نت (الإنجليزية)
- لوك كاستانيوس على موقع AS.com (الإسبانية)